# Ґаліт
Ґаліт (рос. галлит; англ. gallite; нім. Gallit m) — сульфід міді і ґалію координаційної будови.

## Етимологія та історія
Мінерал вперше був виявлений в 1958 р. Гюго Струнцем, Бруно Х. Гейєром та Еріхом Сейлігером в шахті Цумеб в Намібії. Це був перший відомий мінерал рідкісного хім. елемента галію.

## Загальний опис
Хімічна формула: CuGaS2. Склад у %: Cu — 32,19; Ga — 35,32; S — 32,49 %. Сингонія тетрагональна. Ізоструктурний з халькопіритом. Утворює дрібні ксеноморфні зерна та мікроскопічні виділення. Густина 4,2 і більше. Твердість 3-3,5. Колір сірий. Риса сіро-чорна. Блиск металічний. Непрозорий. Виявлений у родов. Цумеб (Намібія) і Кіпуші (ДРК). Рідкісний.